# Натильяс
Нати́льяс (исп. Natillas) или натилья (исп. natilla)  — ряд десертов из заварного крема в Испании и испаноязычном мире. Слово natillas происходит от испанского nata («сливки»). Испанский натильяс по своей консистенции, это жидкий льющийся крем, а не загустевший. Обычно подается как десерт в чашках, пиалках, посыпанный корицей.

## Разновидности

### Испания
В Испании натильяс — это заварной крем, который обычно готовят из молока, сахара, ванили, яиц и корицы. Блюдо готовится путем медленного кипячения молока и добавления туда затем взбитых с сахаром желтков. Его часто подают с печеньем Мария сверху.
Различия между испанским натильяс, английским кастардом или французским кремом англез неясны и в основном связаны с их густотой.

### Нью-Мехико
Натильи из американского штата Нью-Мехико произошли непосредственно от испанских рецептов в результате испанского завоевания Америки. Такие натильи по консистенции напоминают заварной крем и в некоторых рецептах могут содержать муку в дополнение к яичным белкам. Их не следует путать с мексиканскими натильями.

### Колумбия

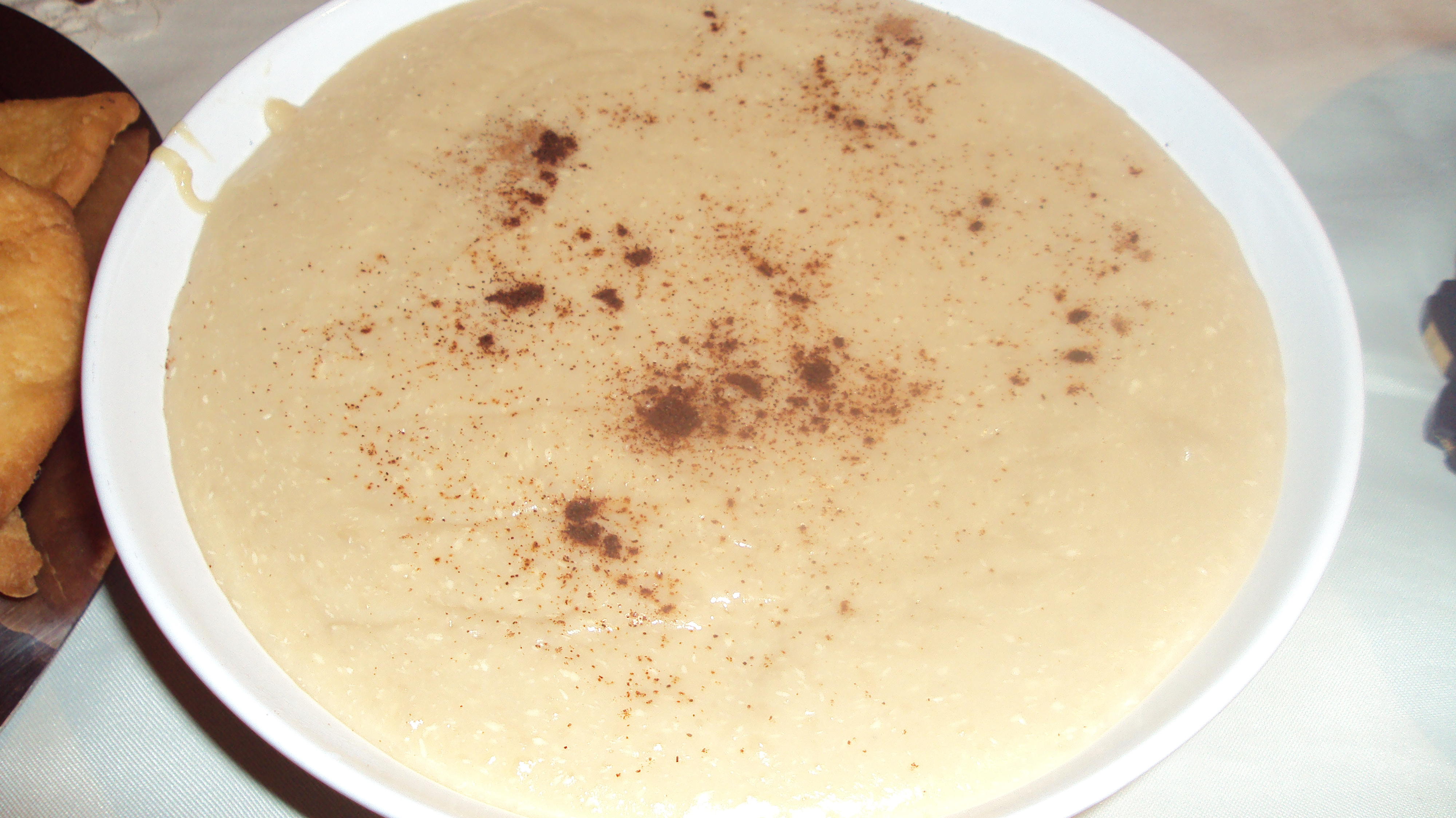
Колумбийская натилья

В Колумбии натилья является самым популярным рождественским блюдом и его едят вместе с бунуелос и манхар бланко, и оно напоминает флан или пудинг. Некоторые ингредиенты включают молоко, панела (нерафинированный тростниковый сахар), палочки корицы и муку или кукурузный крахмал. Иногда добавляют тертый кокос, сыр или изюм, но это необязательные ингредиенты. Для украшения готовую натилью посыпают молотой корицей. Натилью можно найти на протяжении всего рождественского сезона, и обычно магазины продают готовую натилью с различными вкусами, включая кокос и арекипе; но одна из самых известных рождественских традиций в Колумбии — это приготовление натильи на импровизированном костре на улицах или домашних патио. Другой традиционный способ приготовления включает добавление в него агуардьенте или анисовой водки (анисового ликера).

### Перу

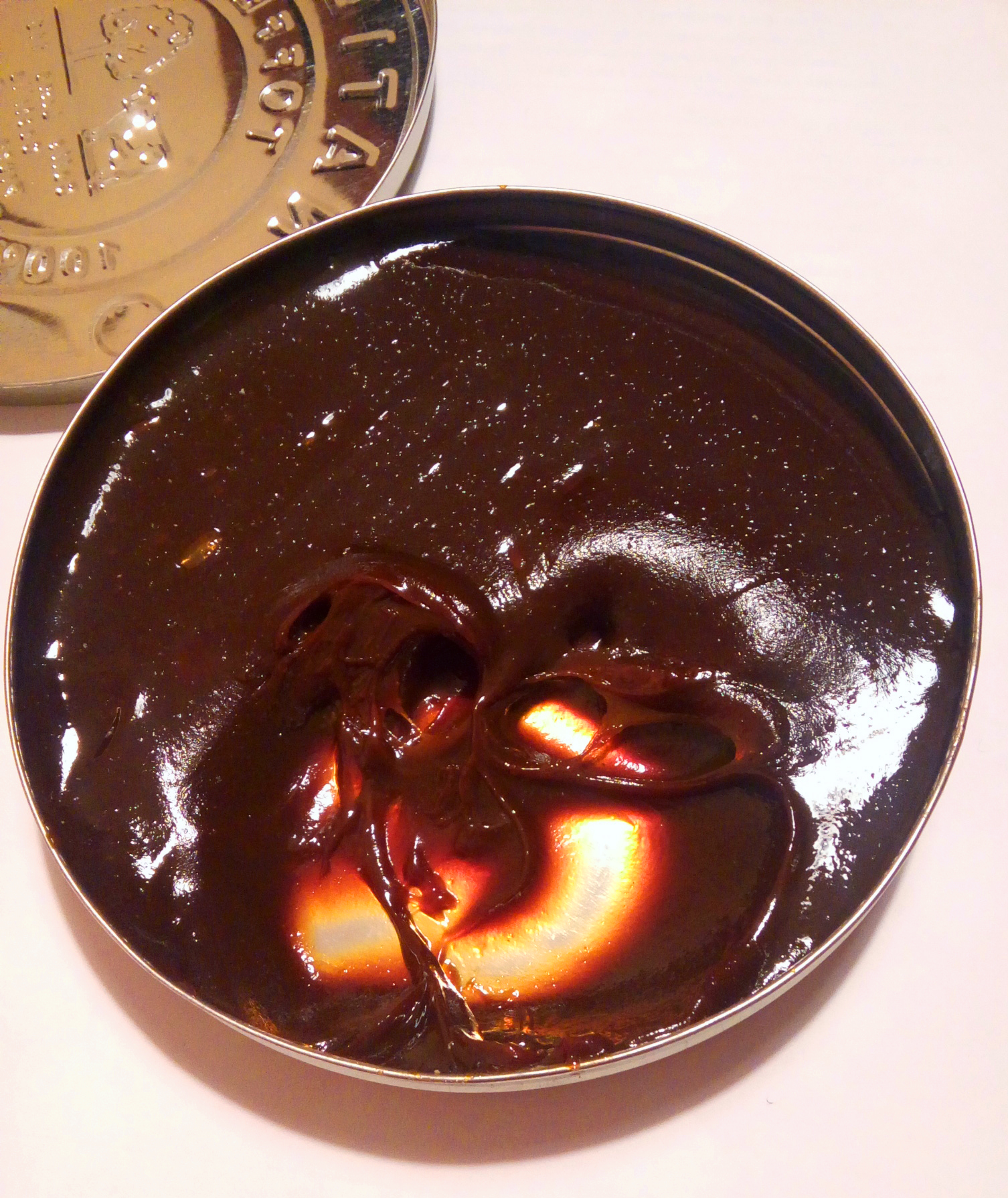
Натильяс в Перу

Этот термин используется в Перу, особенно в городе Пьюра, это спред из молока и чанкаки (сладкий соус из сырого нерафинированного сахара из сахарного тростника), который варят до тех пор, пока он не загустеет, а сахар не карамелизируется до насыщенного коричневого цвета. Перуанская сладость, возможно, больше похожа на испанскую натилью, за исключением того, что она немного гуще и не содержит яиц.

### Мексика
В Мексике также можно встретить натильяс, который напоминает более густую версию десертного напитка под названием «Атоле».

### Коста-Рика
В Коста-Рике этот термин используется для обозначения сметанообразного молочного продукта, используемого в качестве приправы к различным блюдам. Продукт представляет собой гомогенизированное и пастеризованное молоко с более низким содержанием жира (около 12%), чем обычная сметана, некоторые бренды добавляют в сливки соль.

### Куба
Натилла на Кубе классифицируется как холодный заварной десерт. Натилла готовится из кукурузного крахмала, ванили, сахара, яиц, лимонной цедры, корицы и сгущенного молока. Обычно подается на Рождество в маленьких чашечках, посыпанных сверху корицей.

### Пуэрто-Рико
На острове существуют два варианта этого десерта.
Одна версия подается на завтрак и готовится на плите в горшочке. Подается холодным или горячим, содержит мало или совсем не содержит сахара, поскольку часто подается с медом, фруктами и орехами.
Другой вариант с использованием тех же ингредиентов подается на Рождество и выпекается тем же способом, что и крем-брюле.
В состав обеих версий входит молоко, кокосовые сливки, сахар, большое количество яичных желтков, кукурузный крахмал, корица, ваниль, цедра и апельсиновая вода.
Пуэрториканскую «Натиллу» можно купить круглый год в магазинах в виде упакованного порошка, который нужно только разогреть с молоком.

### Гуам
На Гуаме это блюдо часто называют латия (исп. latiya), и, вероятно, оно впервые появилось в XVII-XIX веках. Его часто готовят из консервированного сгущенного или концентрированного молока.